# Isopropylnitraat
Isopropylnitraat (IPN) is de isopropylester van salpeterzuur. Het is een kleurloze vloeistof, vrijwel onoplosbaar in water.

## Synthese
Deze verbinding ontstaat in de nitrering van isopropanol met salpeterzuur of, bij voorkeur, nitreerzuur. 

## Toepassingen
Propylnitraten, zowel isopropylnitraat als n-propylnitraat, werden vroeger gebruikt als brandstof voor raketten en reactiemotoren. Het zijn monopropellants, brandstoffen die energie vrijmaken door exotherme ontbinding en geen oxidatiemiddel nodig hebben om te verbranden.
Organische nitraten, waaronder isopropylnitraat, kunnen ook aangewend worden als additief in dieselolie en biodiesel als cetaanverbeteraar en benzine, om de ontstekingseigenschappen van de brandstof te verbeteren.

## Toxicologie en veiligheid
IPN is een licht ontvlambare vloeistof en de damp is zwaarder dan lucht. De lucht/dampmengsels zijn explosief.
In tegenstelling tot de verwante stof n-propylnitraat is isopropylnitraat weinig schokgevoelig en de vloeistof is moeilijker te detoneren. De schokdruk die nodig is om vloeibaar IPN te detoneren ligt tussen 7 en 8,5 gigapascal.
Nitroalkanen zoals isopropylnitraat zijn sterk oxiderende stoffen en kunnen hevig reageren met reducerende verbindingen. Ze vormen explosieve zouten met anorganische basen. 